# 謝爾比縣 (愛阿華州)
謝爾比縣（英語：Shelby County）是美國愛阿華州西部的一個縣。面積1,532平方公里。根據美國2000年人口普查，共有人口13,173人。縣治哈倫（Harlan）。
成立於1851年。縣名以肯塔基州第一、五任州長伊薩克·謝爾比（Issac Shelby）。